# Plaqueta Röntgen
A Plaqueta Röntgen (em alemão:  Röntgen-Plakette) é um prêmio de ciências da Alemanha, concedido desde 1951 pela cidade de Remscheid.
A condecoração homenageia pessoas que contribuíram em amplo espectro para o avanço e abrangência na descoberta e prática dos raios X.

## Recipientes
- 1951: Otto Glasser, Richard Glocker e Friedrich Janus
- 1952: Leonhard Grebe, Walther Hartmann, Robert Janker, Max von Laue, Hans Meyer, Wilhelm Rees e Hans Theodor Schreus
- 1953: Fedor Haenisch
- 1954: Franz Maximilian Anderlohr, Hermann Holthusen e Hugo Seemann
- 1955: William Lawrence Bragg
- 1956: Friedrich Dessauer, Walther Kossel, Heinz Lossen e Mario Ponzio
- 1957: Arthur Holly Compton
- 1958: Boris Rajewski
- 1959: Antoine Lacassagne, Gian Giuseppe Palmieri e Hans Rudolf Schinz
- 1960: Richard Seifert
- 1961: Elis Berven e Heinrich Franke
- 1962: Gerardus Jacobus van der Plaats
- 1963: Albert Bouwers, William David Coolidge e Anton Leb
- 1965: Helmuth Kuhlenkampf
- 1966: Walter Frey e Hanns Langendorff
- 1967: Gottfried Spiegler
- 1968: Robert Prévôt
- 1969: Rolf Wideröe
- 1970: John Coltman, Robert Jaeger, Hendrik Willem Stenvers e Alessandro Vallebona
- 1972: Werner Tschechendorf
- 1973: Liane Russell e William L. Russell
- 1974: Frans Willem Saris
- 1975: Wilhelm Hanle
- 1976: Josef Becker
- 1977: Bernard George Ziedses des Plantes
- 1978: John Francis Fowler
- 1979: Russel Henry Morgan
- 1980: Godfrey Hounsfield
- 1981: Hermann Muth
- 1982: Otto Vaupel
- 1983: Karl Musshoff e Heinz Vieten
- 1984: Vernon Ellis Cosslett e Max Scheer
- 1985: Albrecht M. Kellerer e Christian Streffer
- 1986: Daniel Blanc e Andrée Dutreix
- 1987: Paul Christian Lauterbur
- 1988: Viktor Hauk e Eckehard Macherauch
- 1989: Gerald Edward Adams e Arthur Scharmann
- 1990: André Wambersie e Hans-Stephan Stender
- 1991: Ludwig E. Feinendegen
- 1992: Günter Schmahl
- 1993: Philip E. S. Palmer
- 1995: Albert L. Baert, Geoffrey Harding, Josef Kosanetzky, Mitsuyaki Abe
- 1996: Karl Heinz Höhne "in Anerkennung seiner wissenschaftlichen Verdienste auf dem Gebiet der dreidimensionalen Rekonstruktion anatomomischer Befunde aus CT-MRT-Datensätzen"
- 1997: Mortimer Elkind „in Anerkennung seiner wissenschaftlichen Arbeiten in der zellulären Strahlenbiologie, insbesondere auf dem Gebiet der intrazellulären Erholung und der Krebsentstehung nach Bestrahlung“
- 1998: Joachim Trümper „in Anerkennung für seine richtungsweisenden, grundlegenden Untersuchungen über die Röntgenstrahlenquellen im Weltall“
- 1999: Gerd Friedmann „in Würdigung seiner Verdienste um die Früherkennung von Tumoren mit der Computer-Tomographie, der Kernspin-Tomographie und der digitalen Subtraktionsangiographie“, Paul Gerhardt „in Würdigung seiner Verdienste um die wissenschaftliche Weiterentwicklung der diagnostischen Radiologie und ihrer Grundlagen und die stetige Förderung des Deutschen Röntgen-Museums“ und Heizaburou Ichikawa „in Würdigung seiner herausragenden wissenschaftlichen Arbeiten zur gastroenterologischen Radiologie, insbesondere zur Früherkennung des Magenkarzinoms“
- 2000: Manfred Paul Hentschel „in Würdigung seiner Arbeiten zur Entwicklung röntgen-topographischer Verfahren für die Materialforschung“
- 2001: Herman Day Suit „in Würdigung seiner experimentellen und klinischen Forschgungsarbeiten zur Verbesserung der Therapie von Tumoren insbesondere unter dem Einsatz biologischer Verfahren und moderner Strahlenqualität“
- 2002: Ulrich Bonse „für seine Pionierleistungen zur Entwicklung der Röntgeninterferometrie und deren erfolgreiche Verwirklichung“
- 2003: Rolf Wilhelm Günther „für seine Verdienste um die medizinische Radiologie, insbesondere die Interventionelle Radiologie“
- 2004: Johann Deisenhofer, Robert Huber und Hartmut Michel „in Würdigung ihrer herausragenden Leistungen bei der Aufklärung von Struktur und biologischer Aktivität von Membranproteinen“
- 2005: Ohtsura Niwa „in Würdigung seiner hervorragenden strahlenbiologischen Arbeiten, insbesondere zur genomischen Instabilität und deren Vererbung.“
- 2006: Sigurd Hofmann „in Würdigung seiner bahnbrechenden Arbeiten zur Entdeckung neuer superschwerer Elemente, insbesondere des Roentgeniums“
- 2007: Horst Sack, Rolf Sauer und Michael Wannenmacher „in Würdigung ihrer Verdienste in der Entwicklung der Radioonkologie in Deutschland“
- 2008: Willi Kalender „für die Entwicklung der Spiral-Computertomographie unter besonderer Berücksichtigung der Dosisreduktion“
- 2009: Uwe Ewert „für seiner Leistungen auf dem Gebiet der industriellen digitalen Radiologie, insbesondere für die Entwicklung mobiler laminographischer und tomographischer Messverfahren und der Hochkontrastempfindlichkeitstechnik“
- 2010: Helmut Dosch „für seine bahnbrechenden Arbeiten zur oberflächensensitiven Röntgenstreuung“
- 2011: Andreas Bockisch „für seine Verdienste um die Einführung der Positronen-Emissions-Tomographie (PET/CT) in der klinischen Diagnostik“
- 2012: Gerhard van Kaick für „herausragende Leistungen insbesondere auf dem Gebiet der Thorotrastforschung und der Einführung moderner bildgebender Verfahren in der onkologischen Diagnostik“
- 2013: W. Gillies McKenna
- 2014: Ada Yonath
- 2015: Sunil K. Sinha
- 2016: Michael Baumann
- 2017: Henry Chapman
- 2018: Franz Pfeiffer
- 2019: Francesco Sette
- 2020: Günther Hasinger
- 2021: Wolfgang Schlegel